# Salavat Salavatov
Salavat Salavatov (en idioma ruso: Салава́т Магоме́дович Салава́тов, Buinaksk (Daguestán) 21 de mayo de 1922 - Moscú 5 de julio de 2005), fue un pintor e ilustrador de libros ruso y soviético, miembro de la Unión de Artistas de la URSS, se le ha otorgado el título de Artistas de Honor de la República Socialista Federativa Soviética de Rusia y Artista del Pueblo de Daguestán, Veterano de la Gran Guerra Patria fue nombrado Caballero de la Orden de la Guerra Patria de segundo grado. Caballero de la Orden de la Insignia de Honor. Salavatov ilustró más de 100 libros. En 2006, una galería de arte en una de las escuelas secundarias de Moscú fue nombrada en su honor. En 2017, se instaló una placa conmemorativa en memoria de Salavatov en Majachkala.

## Biografía

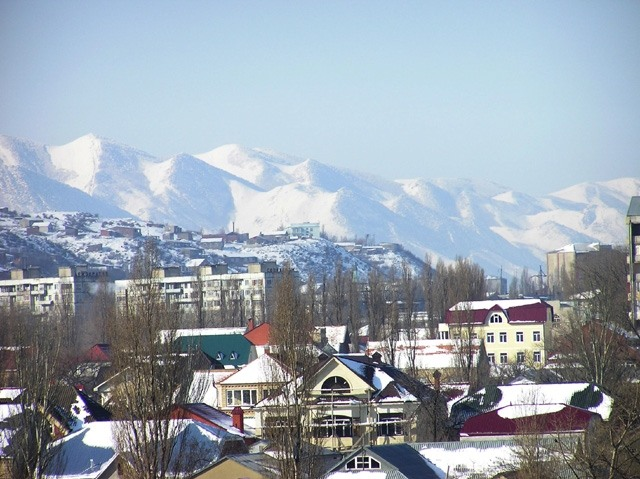
Buinaksk ciudad de nacimiento de Salavat Salavatov.

Nació en Daguestán en la ciudad de Buinaksk el 21 de mayo de 1922 en la familia de un trabajador impresor. Estudió en la escuela hasta 1940. En los años escolares, Salavatov visitó el estudio de arte en la Casa de la Educación Artística de Niños, más tarde, estudió en el Ministerio de Cultura de Daguestán con Dmitry Kapanitsyn. Cuando era niño, Salavatov se convirtió en ganador del Concurso Internacional de Dibujo Infantil en Japón. En 1937, en la Exposición Internacional de Dibujo Infantil en París (Francia), se exhibieron acuarelas De la aldea de Chirkey. Con sus ilustraciones de las primeras obras de Máximo Gorki, ganó el segundo lugar en el concurso gráfico de libros de toda Rusia.
Participó en la Segunda Guerra Mundial donde fue gravemente herido durante la liberación de Dombás. En la guerra, en cartas a parientes cercanos, el artista envió bocetos de cargas frontales, dibujadas a lápiz en las trincheras. Durante estos años de guerra realizó muchas caricaturas, folletos y carteles en los que se burlaba de los ocupantes nazis. Prestó mucha atención al diseño de libros, especialmente ilustraciones de obras satíricas.
Desde finales de 1944, Salavatov trabajó como decorador en el Teatro de Drama Ruso, colaboró con periódicos republicanos y editores de libros en Daguestán. Los expertos lo consideran el fundador de los gráficos de libros de Daguestán. Desde 1950, participó en todas las exposiciones de bellas artes en Daguestán, regionales y nacionales. Hasta 1952, trabajó como artista y editor de arte en el periódico Dagestanskaya Pravda. De 1961 a 1967 fue Presidente de la Junta de la Unión de Artistas de Daguestán. En los años sesenta del siglo XX, Salavatov fue llamado maestro del paisaje. Como ilustrador, participó en la exposición internacional de libros en Berlín. Por sus logros en el arte, fue galardonado con la Orden de la Insignia de Honor, y se otorgaron los títulos honoríficos «Artista de Honor de la RSFSR» y «Artista del Pueblo de Daguestán».
En 1968 y 1972, se realizaron exposiciones personales de sus obras en la Casa Central de Artistas, y tres exposiciones de temáticas en la Casa Central de Periodistas. En 1973, Salavatov se trasladó a vivir a Moscú, mientras continuaba trabajando con la Unión de Artistas de Daguestán. Es a este período al que pertenece una serie de retratos del poeta Gamzat Tsadasa. Durante mucho tiempo trabajó en la editorial de Moscú «Planet» como el principal artista-ilustrador.
Después continuó trabajando en Moscú en escuelas integrales, su último lugar de trabajo fue en el Liceo de Moscú en el metro Kolomenskaya, dirigió un círculo, diseñó y renovó las paredes dentro de la escuela, donde permanecieron muchas de sus obras. Murió el 5 de julio de 2005 y fue enterrado en Moscú. En 2006, en la escuela número 514 de Moscú, se les abrió una «galería de arte S. M. Salavatova». En 2017, por decreto del Jefe de la República de Daguestán sobre la perpetuación de la memoria de Salavat Magomedovich Salavatov, se instaló una placa conmemorativa en la pared de la casa n.º 3 en la calle Korkmasov en Majachkala en memoria del artista nacional.

## Creatividad
En la pintura de paisajes de Salavatov, se puede rastrear la influencia del impresionismo francés, y en sus retratos, el naturalismo inherente a la escuela de Delacroix. Además de la pintura al óleo, el artista trabajó en varias técnicas gráficas: carboncillo, tinta, pluma, pastel. A principios de la década de 1960 se involucró en el popular grabado en linóleo. Una de las técnicas favoritas de Salavatov era la acuarela, y fue en esta técnica que Salavatov se dio cuenta de que era un maestro del paisaje. Los paisajes de Salavatov se caracterizan por la integridad y la monumentalidad. Sus paisajes son siempre reconocibles, amplios y concisos. Además de los paisajes líricos, el maestro encontró inspiración en las tramas típicas de la era soviética: la construcción de una presa en la estación hidroeléctrica Chirkey. Pero incluso aquí, en primer lugar, creó paisajes increíbles. Las obras de Salavatov combinan lo incompatible: gouache y acuarela, barnizada. Por lo tanto, las pinturas a base de agua crean el efecto de una obra realizada en óleo. El artista incluso usó la propiedad del papel recubierto o papel cuché con lo que no absorvía las acuarelas, creando colores increíbles con esta técnica. Algunas de sus acuarelas sobre papel imprimado se parecen a los grabados en linóleo con su técnica lapidaria, y los grabados en linóleo a veces se parecen a la acuarela. Una importante colección de obras de Salavatov se encuentra en la colección del DMII que lleva el nombre de P.S. Gamzatova. Salavat Salavatov escribió en su diario: «... Para mí no son solo paisajes. Cada dibujo, cada imagen es un poema completo. Un poema de admiración por nuestra región montañosa...Estaré feliz de haber logrado mi objetivo si la persona que vino a mi exposición se pregunta: ¿Qué he hecho? para mantener esta belleza a mi alrededor? ”».

## Exposiciones
- 1937 - Exposición internacional de dibujos infantiles, París
- 1960 - Década de literatura y arte de Daguestán, Moscú
- 1960-1969 - Feria Internacional del Libro, Berlín
- 1968 - Exposición de gráficos "Semana de Bellas Artes de la RSFSR", Majachkala
- 1968 - "Artistas de Daguestán", Majachkala
- 1968 - Exposición personal, Casa Central de las Artes, Moscú
- 1969 - Década de literatura y arte de Daguestán, Leningrado
- 1971 - Exposición personal, Casa Central de Artistas, Moscú
- 1972 - Exposición personal, Casa Central de Artistas, Moscú
- 1972 - Exposición personal, Casa Central de las Artes, Moscú
- 1976 - Exposición personal en la fábrica Chromatron , Moscú.
- 1988 - Exposición personal, cine "Zaryadye", Moscú
- 2002 - Exposición "Arte contra el terrorismo", Moscú
- 2006 - Exposición personal de aniversario retrospectivo, Children's Art Museum, Majachkala
- 2011 - Exposición en el 90 aniversario de la fundación del DASSR, DMII im. P.S. Gamzatova, Majachkala
- 2015 - Exposición "Derbent en Bellas Artes" en Naryn-Kala, Derbent
- 2015 - Exposición "Pintura y gráfica de los siglos XIX y XX" en la galería "Tres siglos", Moscú
- 2016 - Exposición "Mira el escenario", Majachkala
- 2017 - Exposición "Artistas de teatro y cine de Daguestán", Moscú
- 2018 - Exposición "Escenografía de Daguestán" en el Museo Adygea, Maikop